# Iftikar Syed
Iftikar Syed, född den 23 augusti 1952, är en pakistansk landhockeyspelare.
Han tog OS-silver i herrarnas landhockeyturnering i samband med de olympiska sommarspelen 1972 i München.
Han tog därefter OS-brons i samma gren i samband med de olympiska sommarspelen 1976 i Montréal.